# 小原下野守
小原 下野守（おはら しもつけのかみ、生年不詳 - 天正10年3月11日（1582年4月3日））は、戦国時代の武将。甲斐武田氏の家臣。武田勝頼の側近の1人で、『甲乱記』によれば弟に継忠がいる。

## 略歴
永禄5年（1562年）、弟の継忠と共に勝頼に附属された侍大将の1人であり、勝頼の有力な側近の家臣となった。ただ、弟の継忠のほうが勝頼からは重用されていたようで、竜朱印状の奉書も継忠のものが8点確認されている。
天正10年（1582年）3月、織田信長の甲州征伐では継忠と共に最後まで勝頼に従い、天目山において勝頼に殉じた。